# Brachyphyllum
Brachyphyllum é um gênero extinto de planta pertencente à família Araucariaceae. Eram encontrados em todo o planeta, desde o período Carbonífero até o Cretácio.

## Localização dos Sítios Paleontológicos
- Brasil, Formação Caturrita, período Triássico Superior.[2]